# Eurytoma extremitatis
Eurytoma extremitatis är en stekelart som beskrevs av Bugbee 1968. Eurytoma extremitatis ingår i släktet Eurytoma och familjen kragglanssteklar. Inga underarter finns listade i Catalogue of Life.